# Burkeville
Burkeville és una població dels Estats Units a l'estat de Virgínia. Segons el cens del 2000 tenia 489 habitants.

## Demografia
Segons el cens del 2000, Burkeville tenia 489 habitants, 206 habitatges, i 134 famílies. La densitat de població era de 186,9 habitants per km².
Dels 206 habitatges en un 27,7% hi vivien nens de menys de 18 anys, en un 43,7% hi vivien parelles casades, en un 18,4% dones solteres, i en un 34,5% no eren unitats familiars. En el 30,6% dels habitatges hi vivien persones soles el 16% de les quals corresponia a persones de 65 anys o més que vivien soles. El nombre mitjà de persones vivint en cada habitatge era de 2,37 i el nombre mitjà de persones que vivien en cada família era de 2,95.
Per edats la població es repartia de la següent manera: un 23,3% tenia menys de 18 anys, un 8,8% entre 18 i 24, un 25,2% entre 25 i 44, un 24,1% de 45 a 60 i un 18,6% 65 anys o més.
L'edat mediana era de 40 anys. Per cada 100 dones de 18 o més anys hi havia 90,4 homes.
La renda mediana per habitatge era de 29.821 $ i la renda mediana per família de 39.688 $. Els homes tenien una renda mediana de 23.542 $ mentre que les dones 21.442 $. La renda per capita de la població era de 15.947 $. Entorn del 7,8% de les famílies i el 12,3% de la població estaven per davall del llindar de pobresa.

## Poblacions més properes
El següent diagrama mostra les poblacions més properes.